# Sanny Day
Sanna Elisabeth (Sanny) Day (Amsterdam, 8 juli 1921 – Almere, 27 september 2008) was een Nederlandse jazz-zangeres die bekend werd bij The Millers.
Day was de dochter van een Nederlandse moeder en een zeeman uit Singapore. Ze maakte in 1940 op achttienjarige leeftijd haar debuut in het Miller Quartet (later The Millers), een jazzformatie rond gitarist Ab de Molenaar. De Molenaar en Day traden in 1942 in het huwelijk. In 1949 werd het huwelijk ontbonden en korte tijd later verliet Day de groep. In 1951 keerde zij weer terug, om enkele jaren later The Millers opnieuw te verlaten. Day verhuisde in 1954 naar Garmisch-Partenkirchen en werd zangeres bij het Atlantic Quintet. Toen dit in 1973 werd opgeheven, werd Day ski- en golflerares. Ze kwam nog enkele malen naar Nederland voor een Millers-reünie en voor een optreden rond haar zeventigste verjaardag in 1991.
In 1999 vestigde Day zich in Almere. Ze maakte in 2001 nog een cd, met onder andere het trio Rob Agerbeek. Op 18 september 2008 werd ze opgenomen in het Flevoziekenhuis te Almere. Sanny Day overleed hier negen dagen later op 87-jarige leeftijd. Ze werd op 2 oktober 2008 te Amsterdam gecremeerd.